# Traje de alcaldesa de Zamarramala

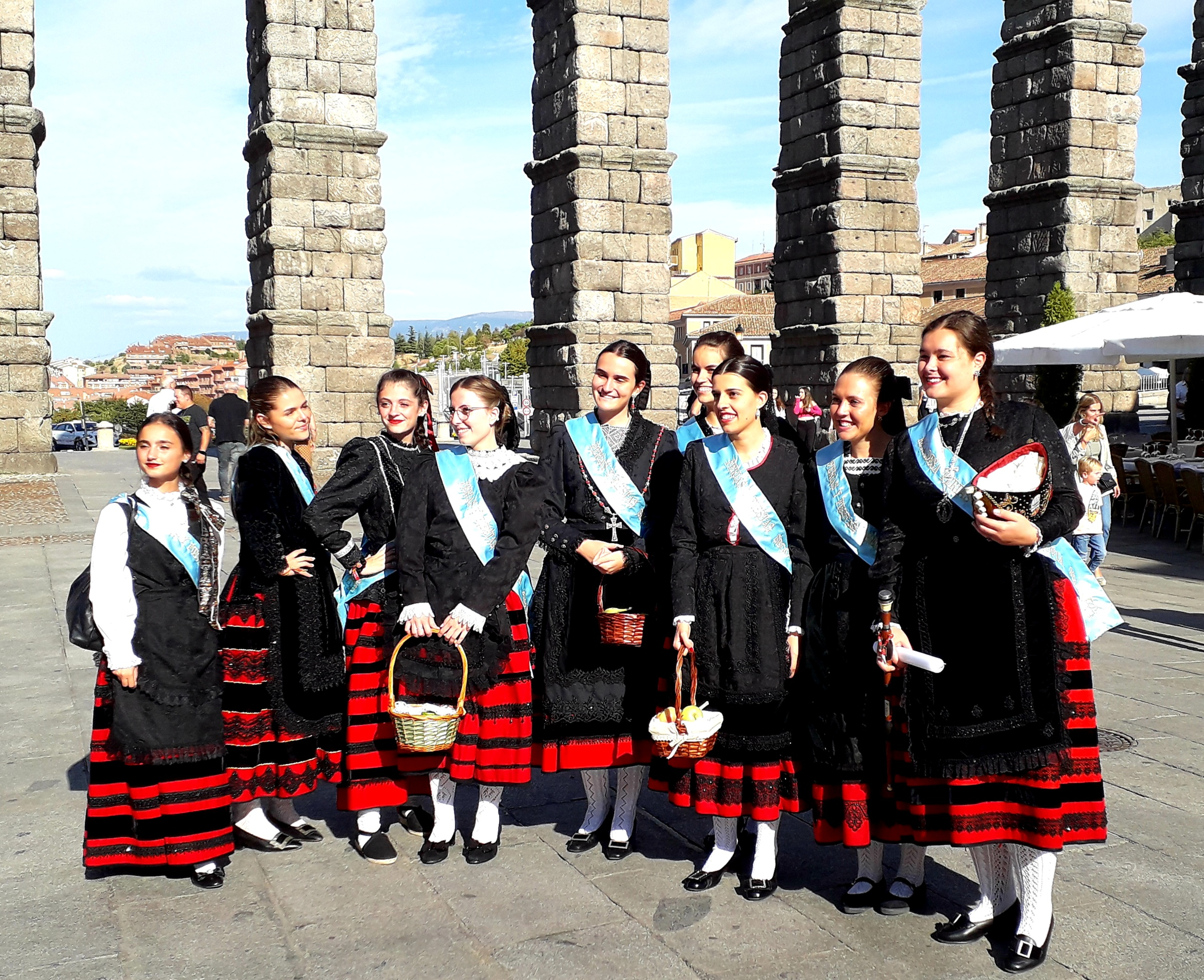
Traje y vestimenta tradicional de Segovia junto al Acueducto

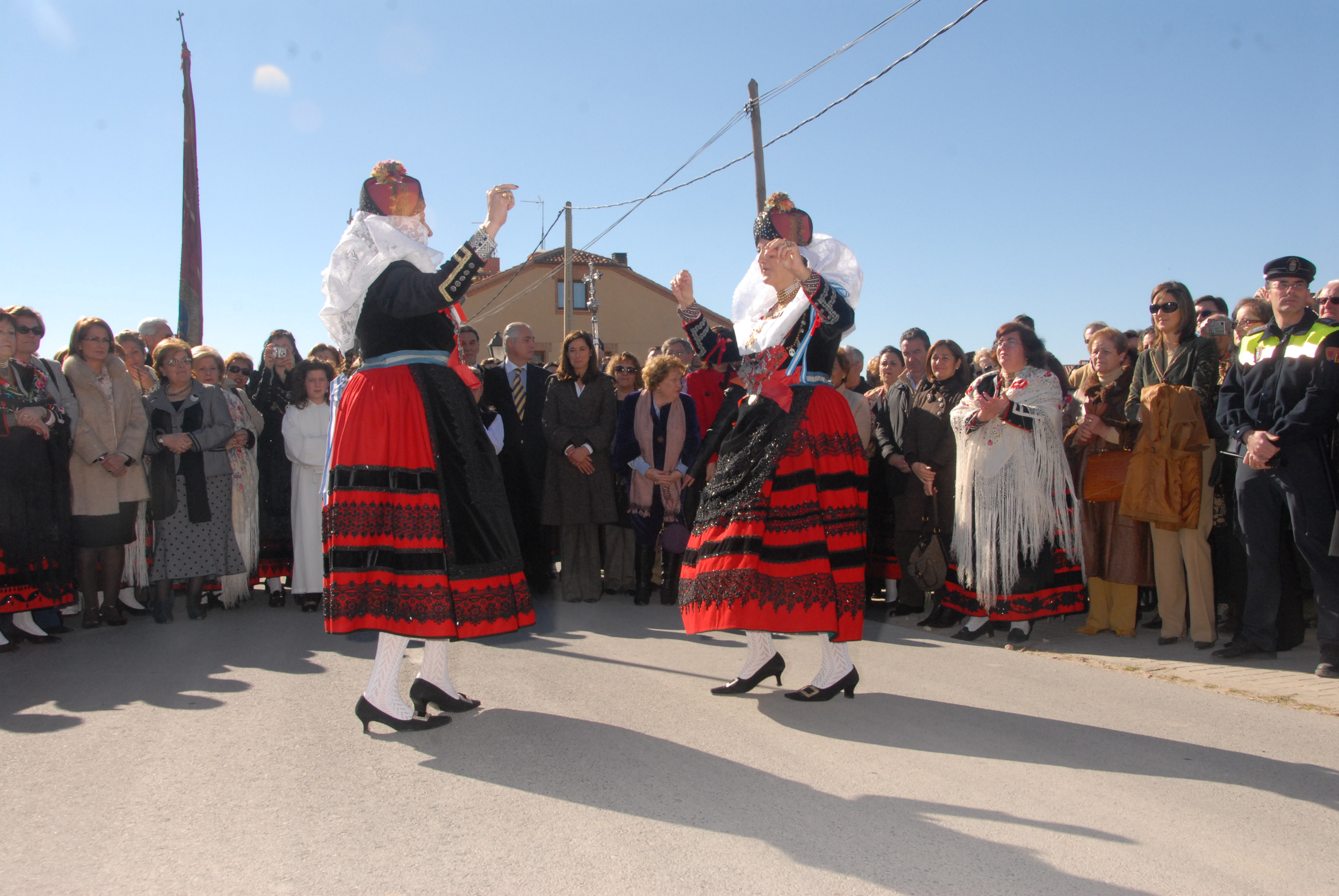
Baile de las alcaldesas de Zamarramala, el traje es similar al segoviano pero con añadidos representantes de connotaciones de poder y autoridad

El traje de alcaldesa de Zamarramala es el utilizado por las mujeres de dicha localidad segoviana el día de santa Águeda (5 de febrero), en el que tradicionalmente se celebra el día en que mandan las mujeres. El atuendo es básicamente igual al traje tradicional segoviano, pero con elementos añadidos que demuestran las connotaciones de poder y autoridad del cargo que representa.

## Descripción
De la cabeza a los pies, el traje de alcaldesa se compone de los siguientes elementos:
- Mantilla blanca de encaje que llega a los hombros y enmarca la cara.
- Montera segoviana, en forma de mitra, que ciñe la mantilla, hecha de paño, adornada al frente con bordados y pedrería, adornada en su parte superior con un pompón de lana, y rematada en los laterales por doce dedales o botones de plata, seis a cada lado, llamados "apóstoles".
- Jubón negro de paño o terciopelo, abierto al frente, con amplio escote y manga más bien corta, que permiten lucir el bordado marrón de la blanca camisa de lienzo.[3][4][5]